# 金章阁
金章阁，位于中国广东省江门市开平市楼冈马山，位于开元塔附近      。1983年，列入开平县文物保护单位（今为开平市文物保护单位）。
道光二十三年(1843年)，江西吉水籍知县张帮泰在开元塔之侧，兴建金章阁，取振兴文脉之意。由于年久失修，1996年金章阁坍毁。1999年，在原址复建金章阁。